# بلویل (ویرجینیای غربی)
بلویل (به انگلیسی: Belleville) یک منطقهٔ مسکونی در ایالات متحده آمریکا است که در شهرستان وود، ویرجینیای غربی واقع شده‌است.